# Meagan Good

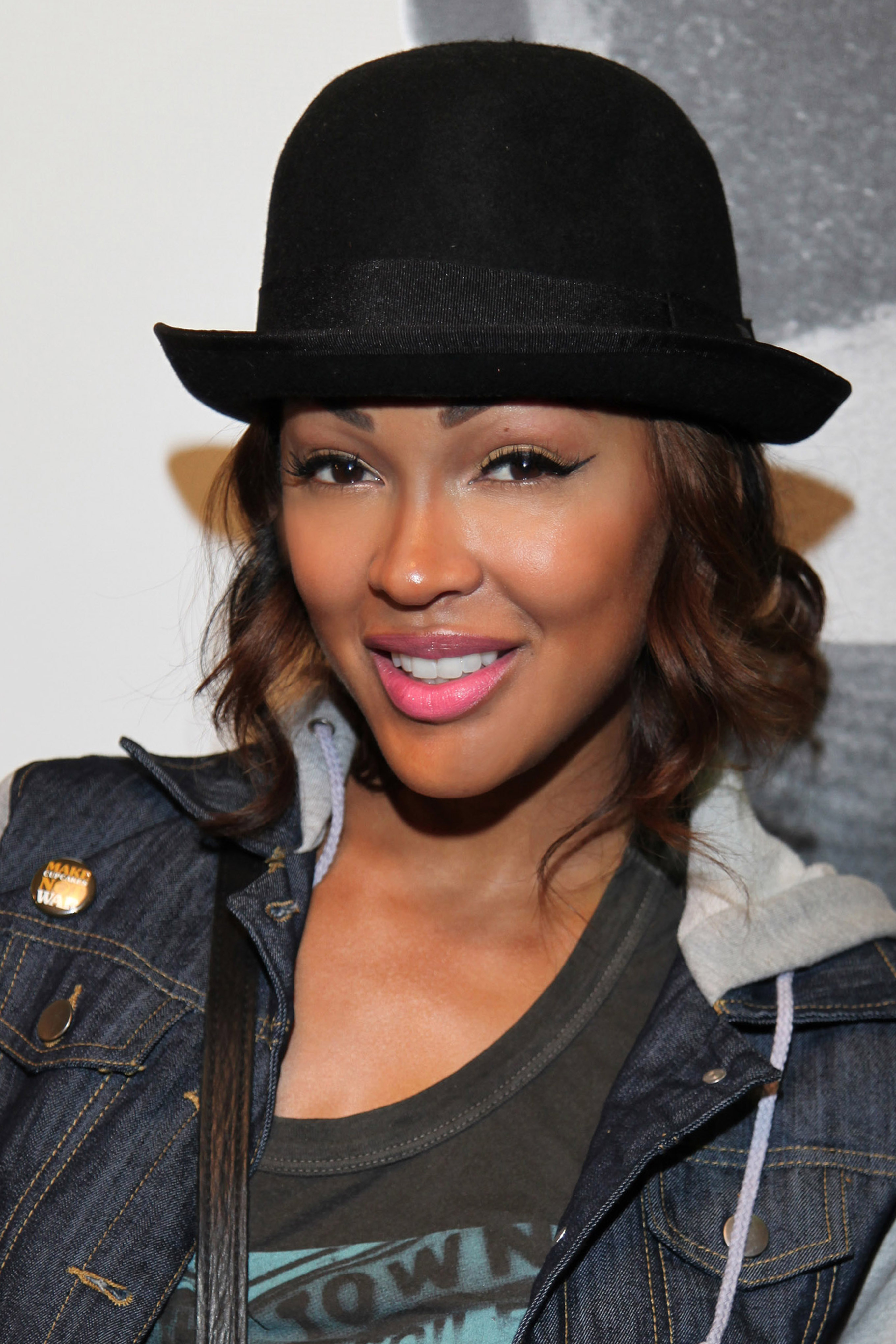
Meagan Good (2012)

Meagan Monique Good (* 8. August 1981 in Panorama City, Kalifornien) ist eine US-amerikanische Schauspielerin, Filmproduzentin und Regisseurin.

## Leben und Karriere
Meagen Good trat im Alter von vier Jahren in Werbespots auf. Zeitweise war sie Mitglied der Musikgruppe Isyss. Ihre erste Rolle in einem Kinofilm hatte sie in der Komödie House Party 3 (1994). Im Filmdrama Eve’s Bayou (1997) spielte sie neben Samuel L. Jackson eine der größeren Rollen. Für diese Rolle wurde sie 1998 für den YoungStar Award und für den Image Award nominiert.
Good spielte in der Actionkomödie Spy Girls – D.E.B.S. (2004) die Rolle von Max Brewer, der Anführerin einer geheimen weiblichen Eliteeinheit. Für diese Rolle wurde sie 2005 für den Black Movie Award nominiert. Für die Rolle im Actionfilm Waist Deep (2006) wurde sie 2006 für den Black Movie Award und für den Teen Choice Award nominiert.
Good war ebenfalls in einigen Fernsehserien wie What’s Up, Dad? (2003) und Dr. House (2007) sowie in Musikvideos zu sehen. 2012 war sie in der fünften Staffel der Serie Californication zu sehen.

## Filmografie (Auswahl)
- 1994: House Party 3
- 1995: Friday
- 1997: Eve’s Bayou
- 1999: The Secret Life of Girls
- 2000: Dreimal ist einmal zu viel (3 Strikes)
- 2001: House Party 4: Down to the Last Minute
- 2001–2002: Raising Dad – Wer erzieht wen? (Raising Dad, Fernsehserie)
- 2003: Biker Boyz
- 2003: Deliver Us from Eva
- 2003: Ride or Die – Fahr zur Hölle, Baby! (Ride or Die)
- 2003: What’s Up, Dad? (My Wife and Kids, Fernsehserie)
- 2004: Spy Girls – D.E.B.S. (D.E.B.S.)
- 2004: Street Style (You Got Served)
- 2005: Roll Bounce
- 2005: Brick
- 2005: Venom – Biss der Teufelsschlangen (Venom)
- 2006: Waist Deep
- 2007: Stomp the Yard
- 2007: Dr. House (House, Fernsehserie)
- 2008: Ein tödlicher Anruf (One Missed Call)
- 2008: Der Love Guru (The Love Guru)
- 2008: Saw V
- 2009: The Unborn
- 2009: Cold Case – Kein Opfer ist je vergessen (Cold Case, Fernsehserie)
- 2010: Video Girl
- 2011: Jumping the Broom
- 2011: 35 and Ticking
- 2012: The Baytown Outlaws
- 2012: Dysfunctional Friends
- 2012: Denk wie ein Mann (Think Like a Man)
- 2012: Californication (Fernsehserie)
- 2013: Deception (Fernsehserie, 11 Folgen)
- 2013: Anchorman 2 – Die Legende kehrt zurück (Anchorman 2: The Legend Continues)
- 2014: Denk wie ein Mann 2 (Think Like a Man Too)
- 2014: Law & Order: Special Victims Unit (Fernsehserie, Folge 16x08)
- 2015: Charlie, Trevor and a Girl Savannah
- 2015: A Girl Like Grace
- 2015: Mr. Robinson (Fernsehserie)
- 2015: Minority Report (Fernsehserie)
- 2016: Code Black (Fernsehserie)
- 2017: Deuces
- 2017: Love by the 10th Date (Fernsehfilm)
- 2017: White Famous (Fernsehserie)
- 2018: A Boy. A Girl. A Dream: Love on Election Night
- 2018: Star (Fernsehserie)
- 2019: Shazam!
- 2019: The Intruder
- 2019: If Not Now, When?
- 2019–2020: Prodigal Son: Der Mörder in Dir (Prodigal Son, Fernsehserie)
- 2020: Monster Hunter
- 2021: Death Saved My Life (Fernsehfilm)
- 2021–2023: Harlem (Fernsehserie)
- 2022: Day Shift
- 2023: Shazam! Fury of the Gods
- 2023: Buying Back My Daughter (Fernsehfilm)

Produzentin
- 2006: Miles from Home
- 2011: Video Girl
- 2015: All That Matters (Fernsehserie, 5 Folgen)
- 2015: A Girl Like Grace
- 2017: Love by the 10th Date
- 2018: A Boy. A Girl. A Dream.
- 2018: If Not Now, When?
- 2020: Death of a Telemarketer
- 2021: Death Saved My Life
- 2022: Á La Carte

Regisseurin
- 2014: The Dead Diaries (Fernsehserie, 1 Folge)
- 2015: All That Matters (Fernsehserie, 2 Folgen)
- 2019: If Now, When?
- 2019: Praying & Believing (Video)
- 2021: Diarra Sylla: Set Free (Musikvideo)
- 2022: Black Karen (Kurzfilm)
- 2023: Harlem (Fernsehserie, 1 Folge)

## Videospiele
- 2006: Scarface: The World Is Yours (Femme Fatale Stacey Synchronisation)